# Medalla Rumford

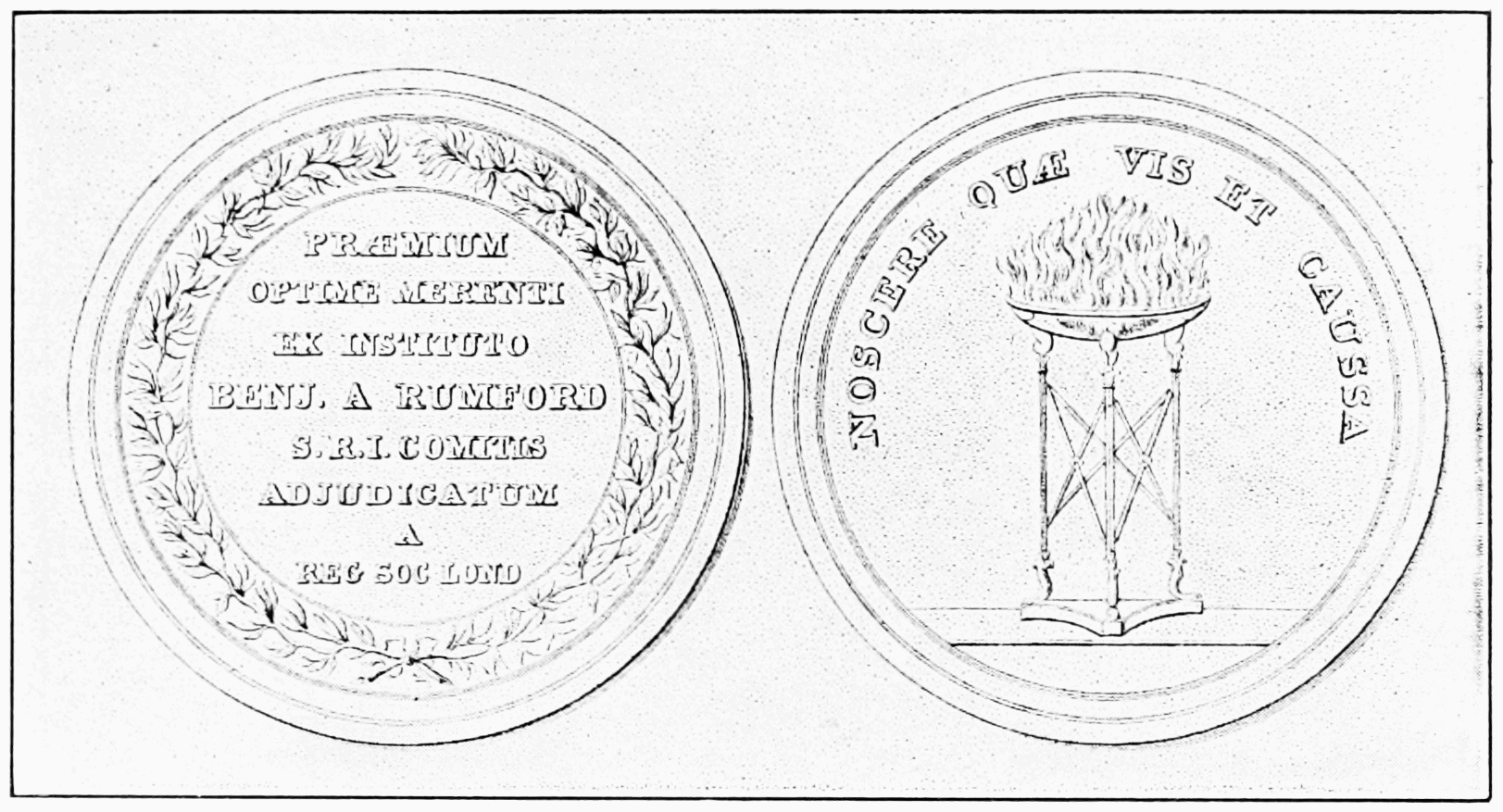
Medalla Rumford

La Medalla Rumford és un premi científic atorgat per la Royal Society a científics europeus que hagin destacat en la recerca de les propietats tèrmiques o òptiques de la matèria.
El 1796, Benjamin Thompson, comte Rumford, donà 5000 dòlars tant a la Royal Society com a l'Acadèmia Nord-americana de les Arts i les Ciències per donar premis cada dos anys per investigacions científiques excel·lents en el camp de les propietats tèrmiques o òptiques de la matèria, fent notar que volia que es reconeguessin descobriments que tendissin a promoure el bé per a la Humanitat. La Royal Society premia amb la medalla Rumford mentre que l'Acadèmia de les Arts i les Ciències dels Estats Units ho fa amb el premi Rumford. La medalla és d'argent daurat i porta associada un premi de 1000 lliures esterlines.

## Guardonats
| - 1800 : Benjamin Thompson - 1804 : John Leslie - 1806 : William Murdoch - 1810 : Étienne Louis Malus - 1814 : William Charles Wells - 1816 : Humphry Davy - 1818 : David Brewster - 1824 : Augustin-Jean Fresnel - 1832 : John Frederic Daniell - 1834 : Macedonio Melloni - 1838 : James David Forbes - 1840 : Jean-Baptiste Biot - 1842 : William Henry Fox Talbot - 1846 : Michael Faraday - 1848 : Henri Victor Regnault - 1850 : François Jean Dominique Arago - 1852 : George Gabriel Stokes - 1854 : Neil Arnott - 1856 : Louis Pasteur - 1858 : Jules Jamin - 1860 : James Clerk Maxwell - 1862 : Gustav Robert Kirchhoff - 1864 : John Tyndall - 1866 : Armand Hippolyte Louis Fizeau - 1868 : Balfour Stewart - 1870 : Alfred Olivier Des Cloizeaux - 1872 : Anders Jonas Ångström - 1874 : Joseph Norman Lockyer - 1876 : Pierre Jules Cesar Janssen - 1878 : Alfred Cornu - 1880 : William Huggins - 1882 : William de Wiveleslie Abney - 1884 : Tobias Robertus Thalen - 1886 : Samuel Pierpont Langley - 1888 : Pietro Tacchini - 1890 : Heinrich Rudolf Hertz - 1892 : Nils C Duner - 1894 : James Dewar - 1896 : Philipp Lenard y Wilhelm Conrad Röntgen - 1898 : Oliver Joseph Lodge - 1900 : Antoine Henri Becquerel | - 1902 : Charles Algernon Parsons - 1904 : Ernest Rutherford - 1906 : Hugh Longbourne Callendar - 1908 : Hendrik Anton Lorentz - 1910 : Heinrich Leopold Rubens - 1912 : Heike Kamerlingh Onnes - 1914 : Lord Rayleigh - 1916 : William Henry Bragg - 1918 : Charles Fabry i Alfred Perot - 1920 : Lord Rayleigh - 1922 : Pieter Zeeman - 1924 : Charles Vernon Boys - 1926 : Arthur Schuster - 1928 : Friedrich Paschen - 1930 : Peter Debye - 1932 : Fritz Haber - 1934 : Wander Johannes de Haas - 1936 : Ernest John Coker - 1938 : Robert Williams Wood - 1940 : Karl Manne Georg Siegbahn - 1942 : Gordon Miller Bourne Dobson - 1944 : Harry Ralph Ricardo - 1946 : Alfred Egerton - 1948 : Franz Eugen Simon - 1950 : Frank Whittle - 1952 : Frits Zernike - 1954 : Cecil Reginald Burch - 1956 : Frank Philip Bowden - 1958 : Thomas Ralph Merton - 1960 : Alfred Gordon Gaydon - 1962 : Dudley Maurice Newitt - 1964 : Hendrik Christoffel van de Hulst - 1966 : William Penney - 1968 : Dennis Gabor - 1970 : Christopher Hinton - 1972 : Basil John Mason - 1974 : Alan Cottrell - 1976 : Ilya Prigogine - 1978 : George Porter - 1980 : William Frank Vinen - 1982 : Charles Gorrie Wynne - 1984 : Harold Horace Hopkins - 1986 : Denis Rooke - 1988 : Felix J. Weinberg - 1990 : Walter Eric Spear - 1992 : HNV Temperley - 1994 : A Keller - 1996 : G Turner - 1998 : Richard Henry Friend - 2000 : Wilson Sibbett | - 2002 : David King - 2004 : Richard Dixon - 2006 : Jean-Pierre Hansen - 2008 : Edward Hinds - 2010 : Gilbert Lonzarich - 2012 : Roy Taylor - 2014 : Jeremy Baumberg - 2016 : Ortwin Hess - 2018 : Ian Walmsley - 2019 : Miles Padgett |